# Val-Jalbert
Val-Jalbert es un pueblo antigo de Quebec, Canadá. Su territorio, que hoy es parte del municipio de Chambord, en la región de Lac-Saint-Jean, ha sido transformado en atracción turística en los años 1960. El pueblo fue clasificado como sitio histórico en 1996.

## Toponimia
El pueblo fundado por Damase Jalbert (1842-1904) en 1901, que creó también la Compañía de Pulpa de Ouiatchouan el mismo año, tuvo primeramente el nombre de Saint-Georges-de-Ouiatchouan, por el nombre del río que le atraviesa. Fue renombrado como Val-Jalbert en 1913 por dicha compañía, en honor de su fundador.

## Histórico

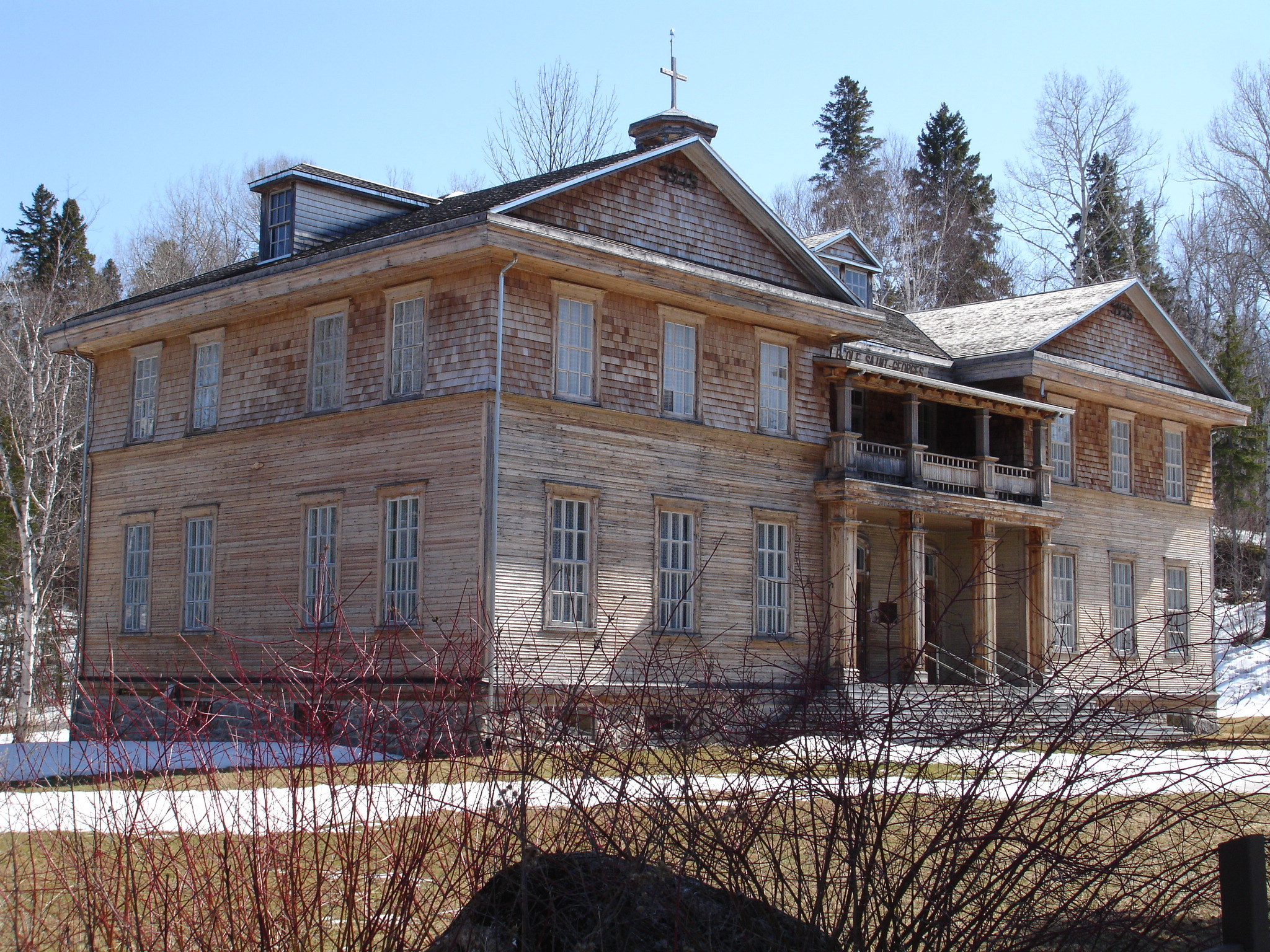
La escuela-convento del pueblo

Val-Jalbert es un antiguo pueblo de Lac-St-Jean (despoblado actualmente) y convertido en atractivo turístico regional .
Ubicado en el límite de los municipios de Roberval y Chambord, fue fundado en 1901 cuando Damase Jalbert, del Lago-Bouchette, construyó una fábrica de pulpa de celulosa. La localización era ideal, porque la energía necesaria para el accionamiento de las máquinas era producida por las caídas del río Ouiatchouan, de 72 y 35 metros respectivamente.
En 1904, tras el fallecimiento de M. Jalbert, la compañía fue comprada por estadounidenses; después, en 1909, se hizo con la propiedad la Compagnie de Pulpe de Chicoutimi. Casi 10 años más tarde, la gripe española hizo estragos entre su pequeña población. 
En 1927, la Quebec Pulp and Paper Mills Ltd., que tenía la fábrica desde sólo hacía un año, cesa toda actividad debido al declive de la demanda de pasta de papel no transformada.
El sitio estuvo abandonado hasta en 1960, cuando la Oficina de turismo lo tomó a su cargo y lo transformó en atracción turística. Ha sido clasificado sitio histórico el 8 de agosto de 1996.
El sitio es hoy parte del territorio del municipio de Chambord.

## A ver

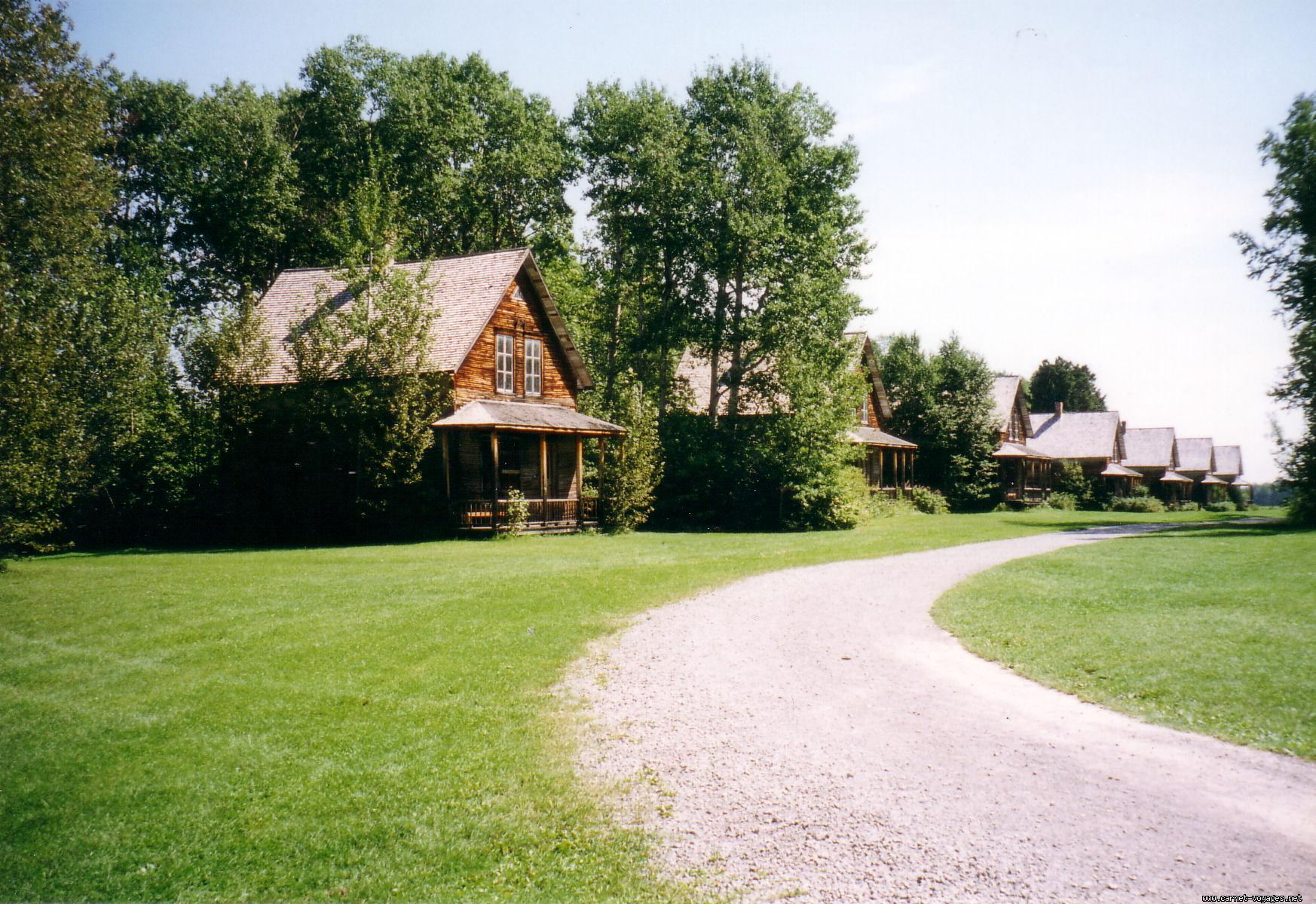
Casas de Val Jalbert.

Hoy, este antiguo pueblo es un sitio turístico de importancia de la Domaine-du-Roy con estas principales atracciones (no en todo momento) :
- Su restaurante en el viejo molino;
- La fábrica de pulpa, parcialmente restaurada y reconstruida, que utilizaba la potencia de las caídas inferiores del río Ouiatchouan;
- Actores, con indumentariia de época, en los diferentes edificios restaurados;
- El trayecto en tren que enlaza los diferentes pabellones;
- Las casas de época, arruinadas o, desde hace algunos años, restauradas;
- Su sendero de la naturaleza accesible por teleférico;
- El cañón formado por el río, aguas arriba de la fábrica;
- Los senderos mantenidos para la práctica del esquí de fondo y de raquetas de nieve, en invierno.